# Diphyus aneides
Diphyus aneides är en stekelart som beskrevs av Heinrich 1978. Diphyus aneides ingår i släktet Diphyus och familjen brokparasitsteklar. Inga underarter finns listade i Catalogue of Life.